# Station Schaarbeek-Josaphat
Station Schaarbeek-Josaphat (Frans: Schaerbeek-Josaphat) is een voormalig vormingsstation langs spoorlijn 26 (Schaarbeek - Halle) in de Brusselse gemeente Schaarbeek (België). Het terrein is 25 ha groot.
Bij de opening van spoorlijn 26 was dit het enige station langs de spoorlijn. Er kwamen alleen goederentreinen. Het goederenstation werd in 1994 gesloten, maar de treinen rijden nog steeds over het terrein van het voormalige station. Het goederenstation werd vernoemd naar het Josaphatpark, dat op zijn beurt vernoemd werd naar de Bijbelse "Vallei van Josaphat" bij Jeruzalem.
In het kader van het Gewestelijk Expresnet (GEN) werd een 1250 meter lange tunnel geboord tussen station Brussel-Schuman en het voormalige rangeerterrein om zo spoorlijn 161 met spoorlijn 26 te verbinden. Aldus ontstaat een betere ontsluiting van de Europese Wijk naar de luchthaven van Zaventem. Daarnaast zijn er plannen om het leegstaande rangeerterrein te ontwikkelen. In het kader hiervan wordt er overwogen een nieuw GEN-station te bouwen, centraal op de te ontwikkelen site. Deze halte zou dan de halte Evere vervangen, die aan de noordkant van het voormalige goederenstation ligt.
Anderlecht · 
Arcaden · 
Bockstael · 
Boondaal · 
Bordet · 
Bosvoorde · 
Brussel-Centraal · 
Brussel-Congres · 
Brussel-Groendreef · 
Brussel-Kapellekerk · 
Brussel-Luxemburg · 
Brussel-Noord · 
Brussel-Schuman · 
Brussel-West · 
Brussel-Zuid · 
Delta · 
Diesdelle · 
Etterbeek · 
Evere · 
Ganshoren · 
Haren · 
Haren-Zuid · 
Jette · 
Josaphat · 
Koninklijk Station · 
Koninklijke Sint-Mariastraat · 
Kuregem · 
Laken · 
Leuvensesteenweg · 
Meiser · 
Merode · 
Moensberg · 
Mouterij · 
Paleisstraat · 
Rogierstraat · 
Schaarbeek · 
Schaarbeek-Josaphat · 
Simonis · 
Sint-Agatha-Berchem · 
Sint-Job · 
Thurn en Taxis · 
Thurn en Taxis (Goederen) · 
Ukkel-Kalevoet · 
Ukkel-Stalle · 
Vorst-Oost · 
Vorst-Zuid · 
Watermaal · 
Wetstraat · 
Zoniënwoud
0,0: Schaarbeek ·
4,0: Haren ·
4,7: Bordet ·
5,8: Evere ·
6,3: Schaarbeek-Josaphat ·
8,6: Meiser ·
9,9: Merode ·
11,2: Delta ·
12: Arcaden ·
14,7: Boondaal ·
15: Diesdelle ·
16,2: Sint-Job ·
19,7: Moensberg ·
21,4: Beersel ·
24,6: Huizingen ·
28,6: Halle